# Tryonia variegata
Tryonia variegata là một loài ốc nước ngọt có mang và nắp, là động vật thân mềm chân bụng sống dưới nước trong họ Hydrobiidae. Đây là loài đặc hữu của California.